# Adipochina
Le adipochine o adipocitochine (dal Greco adipo-, grasso; cyto-, cellula; e -kinos, movimento) sono citochine (molecole proteiche di segnalazione tra cellula e cellula) prodotte e secrete dal tessuto adiposo.
Le prospettive con cui si guarda al tessuto adiposo si sono evolute negli ultimi anni da un'idea di tessuto adiposo come struttura di puro deposito energetico verso una visione del tessuto adiposo come vero e proprio organo endocrino. In questa concezione le adipochine possono essere considerate a tutti gli effetti degli ormoni, e sono considerate il mezzo principale attraverso cui le cellule adipose comunicano con il resto dell'organismo.
Le adipochine meglio caratterizzate sono:
- Leptina
- Adiponectina
- chemerina[1]
- resistina
- interleuchina-6 (IL-6)[2]
- plasminogen activator inhibitor-1 (PAI-1) (inibitore dell'attivatore del plasminogeno)
- retinol binding protein 4 (RBP4)
- tumor necrosis factor-α (TNF-α)
- visfatin, nota anche come pre-B-cell colony-enhancing factor 1 (PBEF1) o Nicotinamide fosforibosiltrasferasi (NAmPRTase)
- Apelina[3]